# Montano d'Arezzo
Montano d'Arezzo (fl. XIII-XIV secolo) è stato un pittore italiano attivo tra il XIII e il XIV secolo.

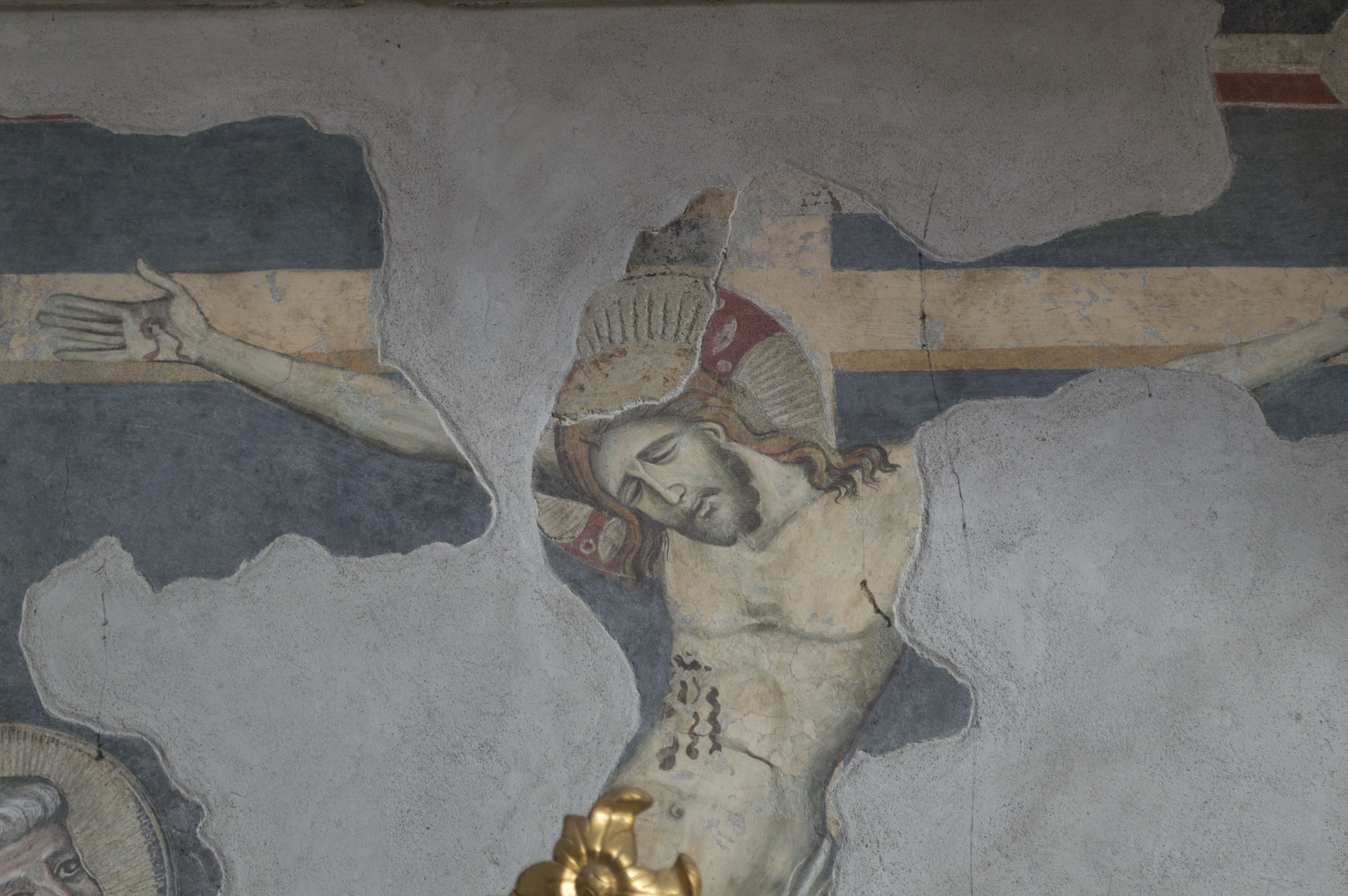
Affresco della Cappella Minutolo nel Duomo di Napoli.

La sua formazione artistica inizia ad Assisi negli anni intorno al 1280, durante i lavori di decorazione della Basilica Superiore, intessendo anche uno stretto rapporto con Giotto.
L'arte di Montano d'Arezzo risente proprio dell'influsso del maestro toscano e del romano Pietro Cavallini, di cui apprende lo stile nel suo soggiorno presso l'Urbe. Trasferitosi poi a Napoli viene investito di importanti incarichi, grazie agli stretti contatti con la cerchia del re di Napoli Carlo II d'Angiò.
Una sua opera napoletana di particolare rilievo è il ciclo di affreschi della cappella Minutolo nel Duomo, realizzata per volere dell'ambasciatore e arcivescovo Filippo Minutolo.

Nella Chiesa di San Lorenzo gran parte della decorazione fu affidata allo stesso Montano, dopo il rifacimento della struttura tra il 1270 ed il 1275; in una cappella del transetto destro sono tuttora visibili tracce di affreschi a lui attribuibili e rappresentati una Natività ed una Dormitio Virginis.
Nel 1310 decora la cappella del palazzo napoletano del principe Filippo di Taranto e la cappella del Santuario di Montevergine; il nobile per sdebitarsi donò al pittore alcuni terreni, come riportato anche nella Historia della città e del regno di Napoli di Giovanni Antonio Summonte.

## Affreschi in Cappella Capece Minutolo

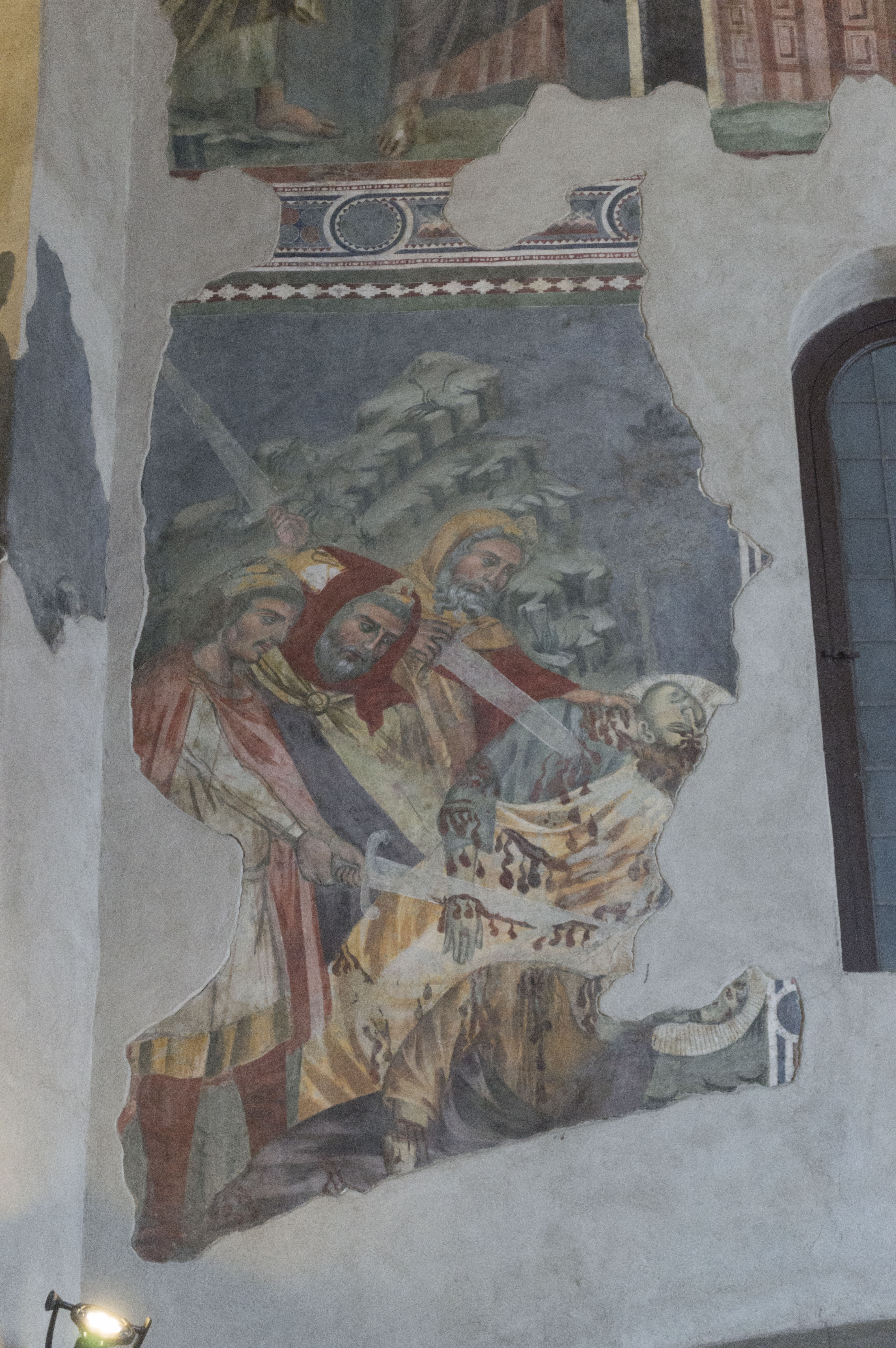
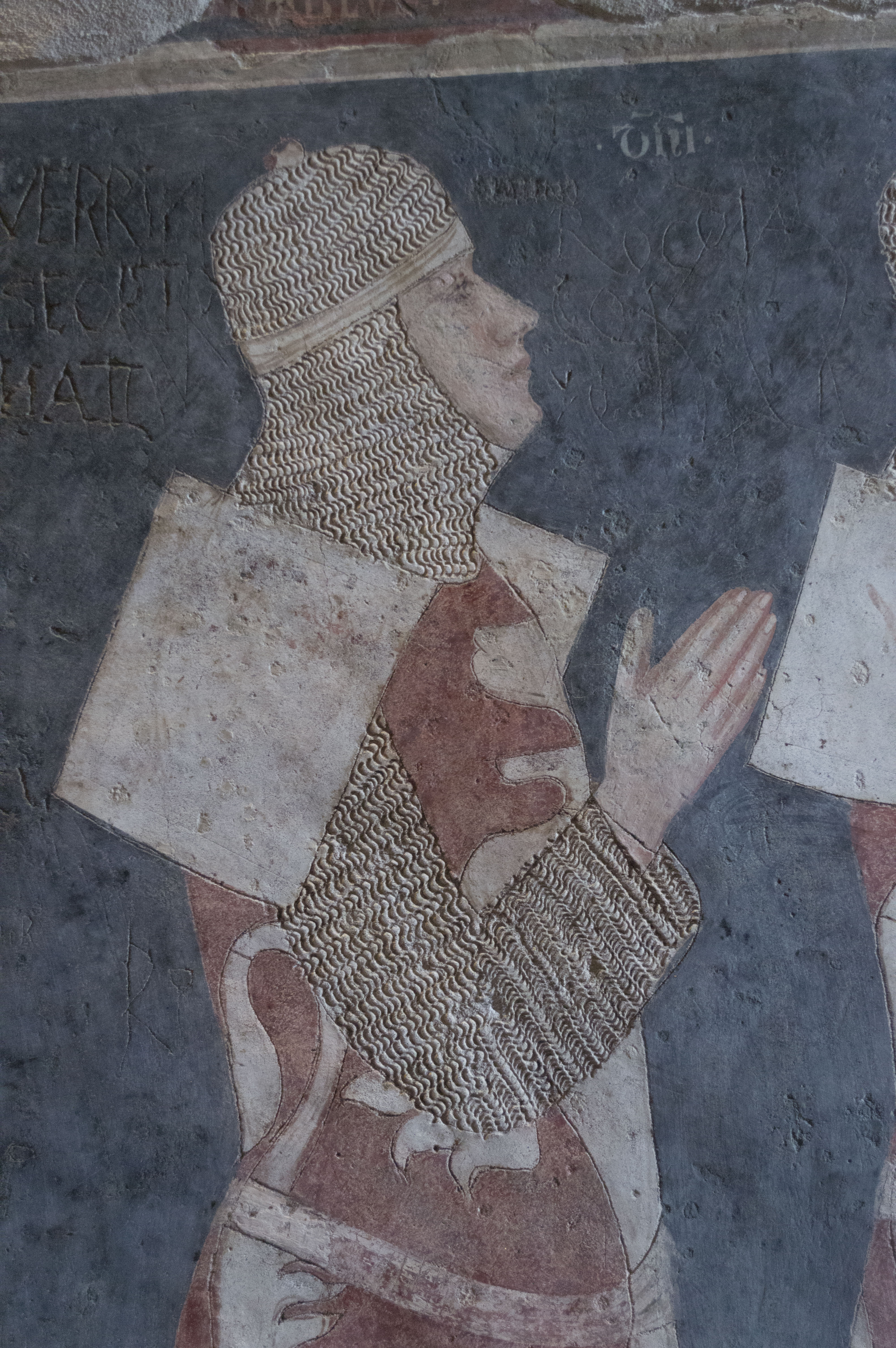
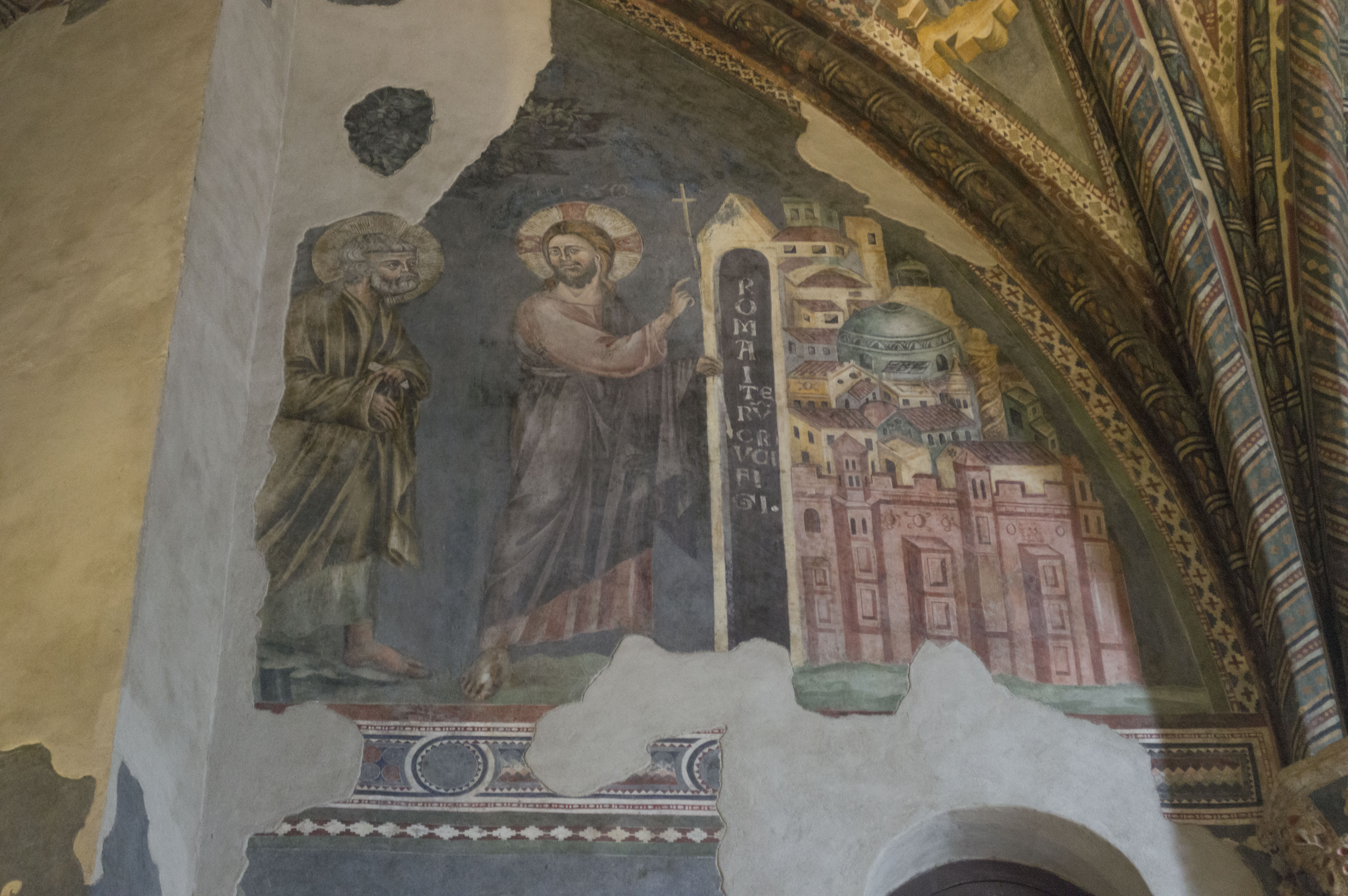
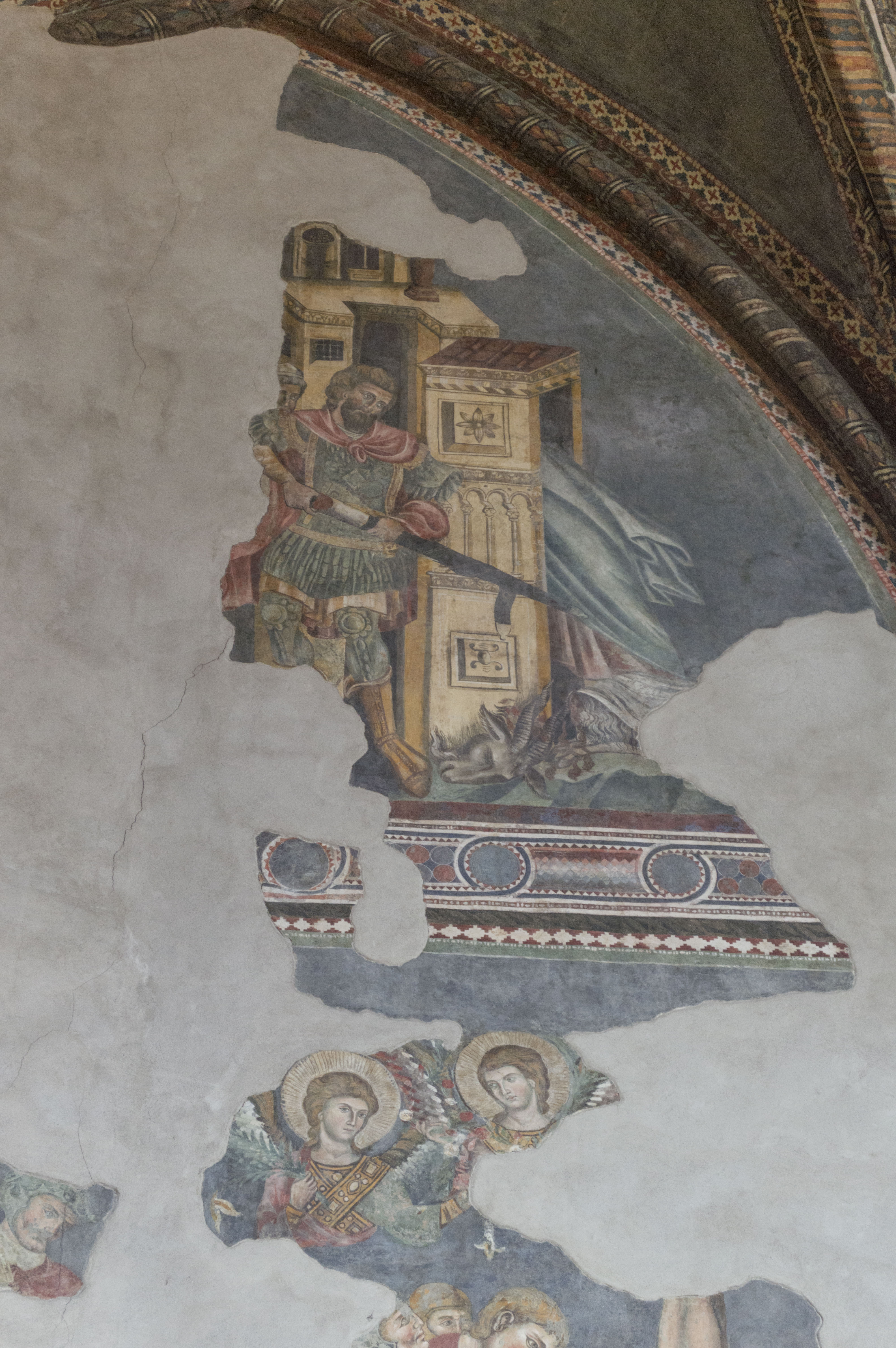
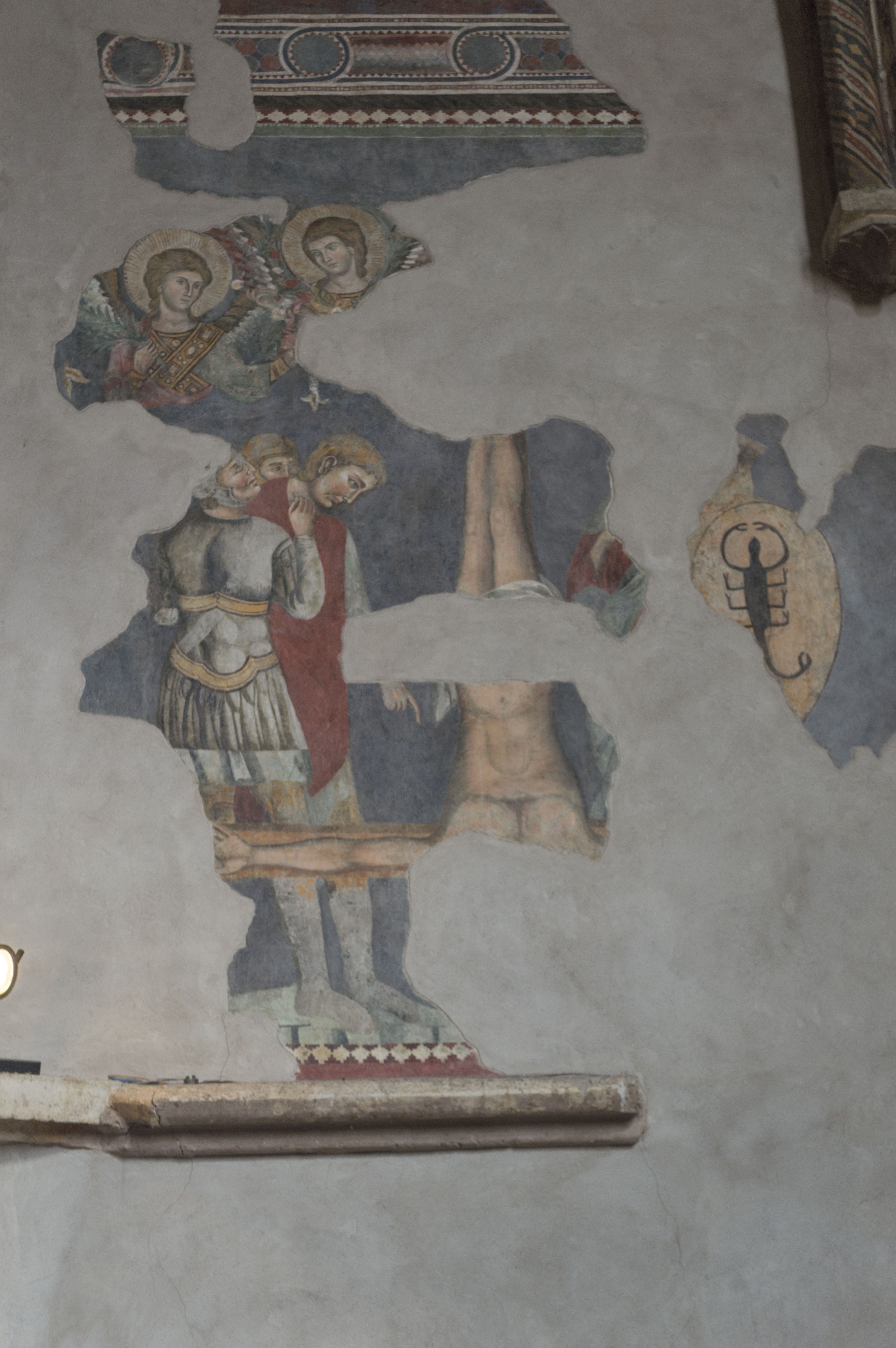
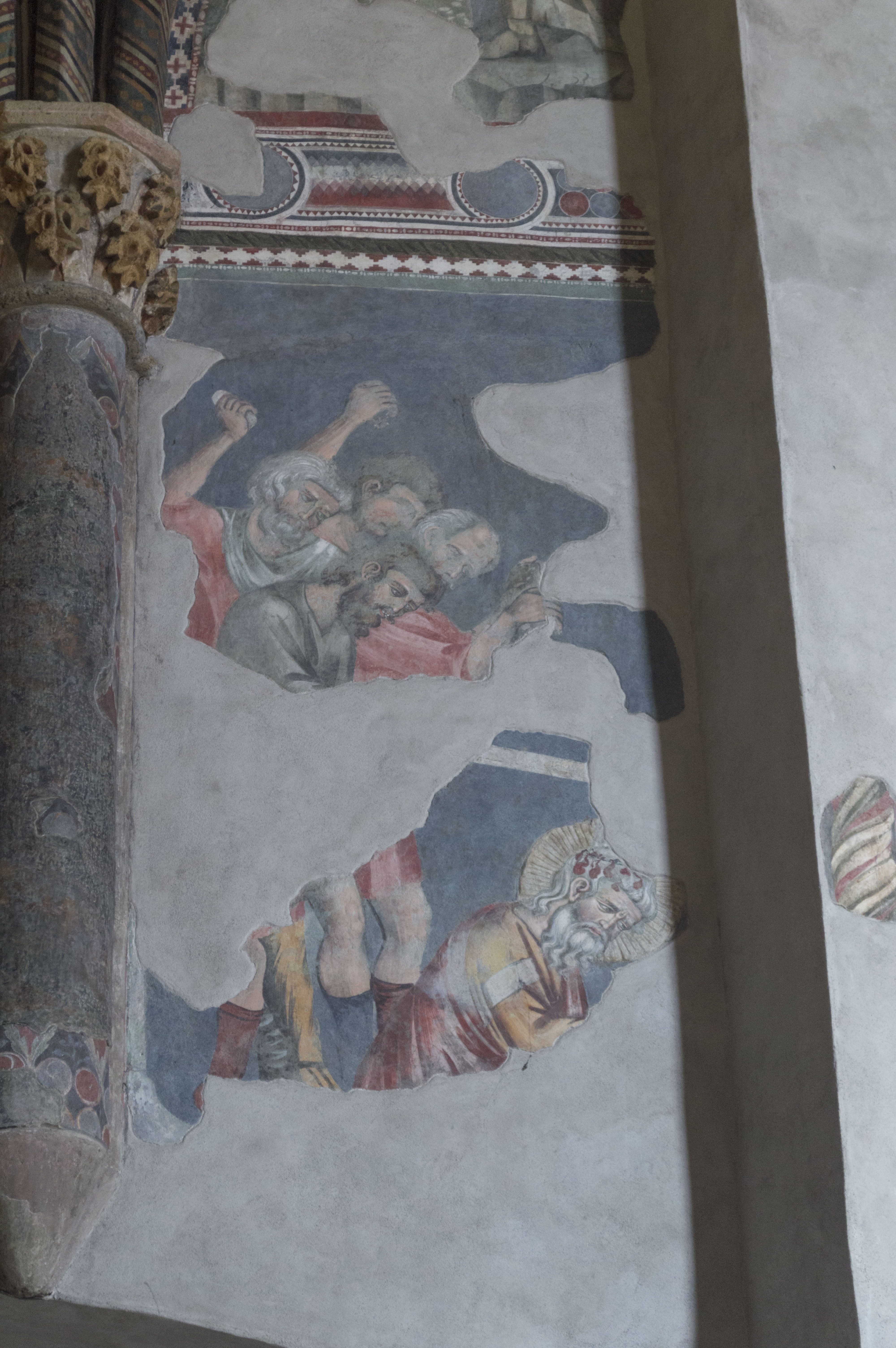
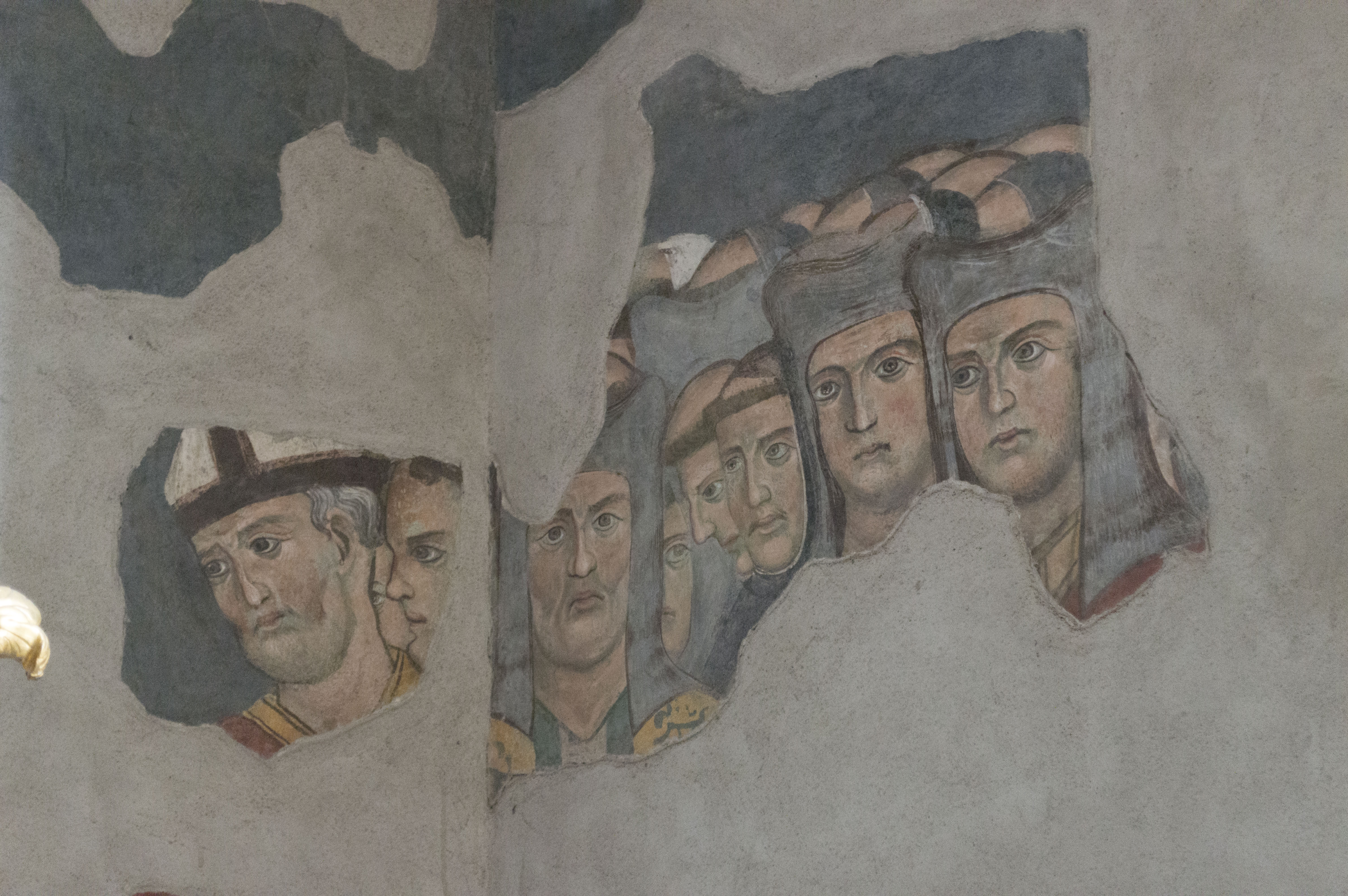